# باسكال دوراند
باسكال دوراند هو محامي وسياسي فرنسي، ولد في 3 أكتوبر 1960 في مونتروي في فرنسا. نشط حزبياً في أوروبا إيكولوجيا - الخضر. في انتخابات البرلمان الأوروبي 2019، انتخب عضو في البرلمان الأوروبي عن دائرة فرنسا لترشحه ضمن قائمة حزب الخضر الفرنسي، وقد انضم خلال فترته النيابية (2 يوليو 2019 – ) للكتلة البرلمانية كتلة تجديد أوروبا وفي انتخابات البرلمان الأوروبي 2014، انتخب عضو في البرلمان الأوروبي عن دائرة إيل دو فرانس ‏ لترشحه ضمن قائمة أوروبا إيكولوجيا - الخضر، وقد انضم خلال فترته النيابية (1 يوليو 2014 – ) للكتلة البرلمانية كتلة الخضر/التحالف الأوروبي الحر.

## وصلات خارجية
- الموقع الرسمي